# 青春抛物线
《青春抛物线》（英語：Unstoppable Youth），2019年中国偶像剧。本劇是庆祝中华人民共和国成立七十周年国家广播电视总局优秀剧目展播劇目之一。由于朦胧、苗苗领衔主演，于2019年11月27日在爱奇艺、腾讯视频和优酷 首播。

## 演员列表

### 主要演员
| 演員   | 角色   | 介紹 |
| 于朦胧 | 傅安晏 | 外冷內熱的“妹控”明洋萬人迷 |
| 苗苗   | 易安乐 | 性格堅韌樂觀的天賦少女。出身排球世家，在機緣巧合下加入了陷入解散危機的明洋女排隊，用自己的善良、勇敢和毅力化解了隊友間的矛盾，最終不僅奪得全國大學生聯賽總冠軍，也找到了屬於自己的人生目標。 |

### 其他演员
| 演員   | 角色   | 介紹                                                               |
| 陈欣予 | 邱元雅 | 光彩奪目的主攻手                                                   |
| 周游   | 叶满阳 | 預備隊王牌主攻手                                                   |
| 陈伟栋 | 韩浩   | 個性溫和、笑容陽光、為人勤奮努力，對排球抱有夢想和熱血。明洋隊教練 |
| 王乃超 | 祁澤修 | 球技高超、公平公正的星悅隊教練                                     |
| 赵儒嫣 | 王明丽 |                                                                    |
| 翁虹   | 易母   |                                                                    |
| 汤镇业 | 邱志海 |                                                                    |
| 巫迪文 | 周教練 |                                                                    |
| 付宇城 | 何敏嘉 | 明洋隊隊長                                                         |